# 1436
| 1436               |
| ------------------ |
| Dødsfald - Fødsler |
| • Begivenheder     |

| Gregoriansk kalender | 1436 MCDXXXVI           |
| Ab urbe condita      | 2189                    |
| Armensk kalender     | 885 ԹՎ ՊՁԵ              |
| Kinesiske kalender   | 4132 – 4133 乙卯 – 丙辰 |
| Etiopisk kalender    | 1428 – 1429             |
| Jødisk kalender      | 5196 – 5197             |
| Hindukalendere       |                         |
| - Vikram Samvat      | 1491 – 1492             |
| - Shaka Samvat       | 1358 – 1359             |
| - Kali Yuga          | 4537 – 4538             |
| Iransk kalender      | 814 – 815               |
| Islamisk kalender    | 839 – 840               |

Konge i Danmark: Erik 7. 1396-1439
Se også 1436 (tal)

## Begivenheder
- Katedralen i Firenze Cattedrale di Santa Maria del Fiore bliver indviet.

## Født
- 16. november – Leonardo Loredan, doge i Venedig fra 1501 til sin død (død 1521).